# Strongygaster robusta
Strongygaster robusta är en tvåvingeart som först beskrevs av Townsend 1908.  Strongygaster robusta ingår i släktet Strongygaster och familjen parasitflugor. Inga underarter finns listade i Catalogue of Life.